# Åke Seyffarth
Åke Seyffarth (Estocolm, Suècia 1919 - Mora 1998) fou un patinador sobre gel de velocitat suec.

## Biografia
Va néixer el 15 de desembre de 1919 a la ciutat d'Estocolm. Va morir l'1 de gener de 1998 a la seva residència de Mora, població situada al comtat de Dalarna.

## Carrera esportiva
Especialista en llargues distàncies del patinatge de velocitat sobre gel, el 1941 va destacar en aquest esport en aconseguir establir un nou rècord del món en els 5.000 metres, establint el temps en 8:13.7; i el 1942 en els 3.000 metres, establint el temps de 4:45.7.
L'any 1947 aconseguí guanyà el campionat d'Europa de patinatge de velocitat, aconseguint la medalla de bronze en el Campionat del Món de la mateixa disciplina.
Va participar en els Jocs Olímpics d'Hivern de 1948 disputats a Sankt Moritz (Suïssa) aconseguí la medalla de plata en la prova de 1.500 metres i la medalla d'or en la prova de 10.000 metres, quedant així mateix setè en la prova de 5.000 metres.
Al llarg de la seva carrera va aconseguir guanyar el títol nacional del seu país en 22 ocasions entre els anys 1940 i 1948.

### Rècords del món
| Prova   | Temps  | Data                | Seu   |
| ------- | ------ | ------------------- | ----- |
| 5.000 m | 8:13.7 | 3 de febrer de 1941 | Davos |
| 3.000 m | 4:45.7 | 3 de febrer de 1942 | Davos |

### Rècords personals
| Prova    | Temps   | Data                | Seu   | Rècord del món |
| -------- | ------- | ------------------- | ----- | -------------- |
| 500 m    | 43.2    | 31 de gener de 1942 | Davos | 41.8           |
| 1.000 m  | 1:27.5  | 1 de febrer de 1942 | Davos | 1:28.4         |
| 1.500 m  | 2:14.2  | 29 de gener de 1941 | Davos | 2:13.8         |
| 3.000 m  | 4:43.5  | 31 de gener de 1942 | Davos | 4:49.6         |
| 5.000 m  | 8:13.7  | 3 de febrer de 1941 | Davos | 8:17.2         |
| 10.000 m | 17:07.5 | 4 de febrer de 1942 | Davos | 17:01.5        |